# Coppa Europa di sci alpino 2016
La Coppa Europa di sci alpino 2016 è stata la 45ª edizione della  manifestazione organizzata dalla Federazione Internazionale Sci. È iniziata per gli uomini il 2 dicembre 2015 a Hemsedal in Norvegia con un slalom speciale, mentre il 7 dicembre si è inaugurata a Trysil, ancora in Norvegia, con uno slalom gigante la stagione femminile. La competizione si è conclusa il 17 marzo 2016 a La Molina, in Spagna.
In campo maschile sono state disputate 33 delle 37 gare in programma (6 discese libere, 5 supergiganti, 9 slalom giganti, 10 slalom speciali, 2 combinate, 1 slalom parallelo), in 17 diverse località. Il norvegese Bjørnar Neteland si è aggiudicato la classifica generale; l'austriaco Christian Walder ha vinto quella di discesa libera, l'italiano Emanuele Buzzi quella di supergigante, l'austriaco Stefan Brennsteiner quella di slalom gigante, il francese Robin Buffet quella di slalom speciale e l'italiano Paolo Pangrazzi quella di combinata. L'italiano Riccardo Tonetti era il detentore uscente del trofeo generale.
In campo femminile sono state disputate 32 delle 34 gare in programma (6 discese libere, 5 supergiganti, 9 slalom giganti, 10 slalom speciali, 2 combinate), in 13 diverse località. La norvegese Maren Skjøld si è aggiudicata sia la classifica generale, sia quelle di slalom speciale e di combinata; la tedesca Kira Weidle ha vinto quella di discesa libera, l'italiana Verena Gasslitter quella di supergigante e l'austriaca Stephanie Brunner quella di slalom gigante. L'austriaca Ricarda Haaser era la detentrice uscente del trofeo generale.

## Uomini

### Risultati
| Data             | Località             | Nazione  | Spec. | Primo                          | Secondo                  | Terzo                    |
| ---------------- | -------------------- | -------- | ----- | ------------------------------ | ------------------------ | ------------------------ |
| 2 dicembre 2015  | Hemsedal             | Norvegia | SL    | Ramon Zenhäusern               | Marco Schwarz            | Robby Kelley             |
| 3 dicembre 2015  | Hemsedal             | Norvegia | SL    | Marco Schwarz                  | Ramon Zenhäusern         | Manuel Feller            |
| 5 dicembre 2015  | Trysil               | Norvegia | GS    | Manuel Feller                  | Marco Schwarz            | Dominik Schwaiger        |
| 6 dicembre 2015  | Trysil               | Norvegia | GS    | Manuel Feller                  | Stefan Brennsteiner      | Marco Schwarz            |
| 10 dicembre 2015 | Sölden               | Austria  | SG    | Christopher Neumayer           | Marc Gisin               | Bjørnar Neteland         |
| 11 dicembre 2015 | Sölden               | Austria  | SG    | Christian Walder               | Emanuele Buzzi           | Klaus Kröll              |
| 11 dicembre 2015 | Sölden               | Austria  | KB    | Bjørnar Neteland               | Marcus Monsen            | Christian Walder         |
| 16 dicembre 2015 | Obereggen            | Italia   | SL    | Robin Buffet                   | Ramon Zenhäusern         | Mattias Hargin           |
| 19 dicembre 2015 | Plan de Corones      | Italia   | PR    | Christian Hirschbühl           | Linus Straßer            | Mattias Hargin           |
| 21 dicembre 2015 | Pozza di Fassa       | Italia   | SL    | Marc Gini                      | Robin Buffet             | Wolfgang Hörl            |
| 3 gennaio 2016   | Val-Cenis            | Francia  | SL    | Marc Gini                      | Michael Matt             | Robin Buffet             |
| 4 gennaio 2016   | Val-Cenis            | Francia  | SL    | Robin Buffet                   | Ramon Zenhäusern         | Marc Gini                |
| 12 gennaio 2016  | Folgaria/Lavarone    | Italia   | GS    | Riccardo Tonetti               | Christoph Nösig          | Axel William Patricksson |
| 13 gennaio 2016  | Folgaria/Lavarone    | Italia   | GS    | Simon Maurberger               | Dominik Schwaiger        | Rasmus Windingstad       |
| 14 gennaio 2016  | Radstadt/Reiteralm   | Austria  | SG    | Emanuele Buzzi                 | Guglielmo Bosca          | Christian Walder         |
| 15 gennaio 2016  | Radstadt/Reiteralm   | Austria  | SG    | Marcus Monsen Bjørnar Neteland |                          | Emanuele Buzzi           |
| 16 gennaio 2016  | Zell am See          | Austria  | SL    | François Place                 | Markus Vogel             | Matej Vidović            |
| 17 gennaio 2016  | Zell am See          | Austria  | SL    | Matej Vidović                  | Mark Engel               | Kryštof Krýzl            |
| 20 gennaio 2016  | Val-d'Isère          | Francia  | GS    | Loïc Meillard                  | Žan Kranjec              | Mathieu Faivre           |
| 21 gennaio 2016  | Val-d'Isère          | Francia  | GS    | Loïc Meillard                  | Stefan Brennsteiner      | Christoph Nösig          |
| 23 gennaio 2016  | Méribel              | Francia  | SG    | annullata                      | annullata                | annullata                |
| 25 gennaio 2016  | Méribel              | Francia  | KB    | annullata                      | annullata                | annullata                |
| 26 gennaio 2016  | Davos                | Svizzera | DH    | Emanuele Buzzi                 | Ralph Weber              | Patrick Schweiger        |
| 27 gennaio 2016  | Davos                | Svizzera | DH    | Ralph Weber                    | Patrick Schweiger        | Emanuele Buzzi           |
| 28 gennaio 2016  | Zuoz                 | Svizzera | GS    | Benedikt Staubitzer            | Simon Maurberger         | Axel William Patricksson |
| 29 gennaio 2016  | Zuoz                 | Svizzera | GS    | Eemeli Pirinen                 | Axel William Patricksson | Dominik Schwaiger        |
| 2 febbraio 2016  | Sarentino            | Italia   | DH    | Frederic Berthold              | Mario Karelly            | Christian Walder         |
| 4 febbraio 2016  | Sarentino            | Italia   | KB    | Paolo Pangrazzi                | Frederic Berthold        | Christian Walder         |
| 4 febbraio 2016  | Sarentino            | Italia   | DH    | Nicolas Raffort                | Silvano Varettoni        | Paolo Pangrazzi          |
| 5 febbraio 2016  | Sarentino            | Italia   | SG    | Stian Saugestad                | Johannes Kröll           | Stefan Rogentin          |
| 9 marzo 2016     | Saalbach-Hinterglemm | Austria  | SG    | annullata                      | annullata                | annullata                |
| 10 marzo 2016    | Saalbach-Hinterglemm | Austria  | DH    | Christian Walder               | Emanuele Buzzi           | Urs Kryenbühl            |
| 11 marzo 2016    | Saalbach-Hinterglemm | Austria  | DH    | Urs Kryenbühl                  | Emanuele Buzzi           | Niels Hintermann         |
| 12 marzo 2016    | Oberjoch             | Germania | GS    | annullata                      | annullata                | annullata                |
| 13 marzo 2016    | Oberjoch             | Germania | SL    | Reto Schmidiger                | Riccardo Tonetti         | Linus Straßer            |
| 16 marzo 2016    | La Molina            | Spagna   | GS    | Axel William Patricksson       | Benedikt Staubitzer      | Bjørnar Neteland         |
| 17 marzo 2016    | La Molina            | Spagna   | SL    | Robin Buffet                   | Tommaso Sala             | Ramon Zenhäusern         |

Legenda:

DH = discesa libera

SG = supergigante

GS = slalom gigante

SL = slalom speciale

KB = combinata

PR = slalom parallelo

### Classifiche

#### Generale
| Pos. | Nome              | Nazione  | Punti |
| ---- | ----------------- | -------- | ----- |
| 1    | Bjørnar Neteland  | Norvegia | 712   |
| 2    | Christian Walder  | Austria  | 710   |
| 3    | Emanuele Buzzi    | Italia   | 642   |
| 4    | Robin Buffet      | Francia  | 590   |
| 5    | Ramon Zenhäusern  | Svizzera | 498   |
| 6    | Loïc Meillard     | Svizzera | 458   |
| 7    | Marcus Monsen     | Norvegia | 455   |
| 8    | Paolo Pangrazzi   | Italia   | 453   |
| 9    | Marc Gini         | Svizzera | 414   |
| 10   | Frederic Berthold | Austria  | 406   |

#### Discesa libera
| Pos. | Nome                     | Nazione  | Punti |
| ---- | ------------------------ | -------- | ----- |
| 1    | Christian Walder         | Austria  | 322   |
| 2    | Emanuele Buzzi           | Italia   | 320   |
| 3    | Frederic Berthold        | Austria  | 265   |
| 4    | Urs Kryenbühl            | Svizzera | 245   |
| 5    | Adrian Smiseth Sejersted | Norvegia | 227   |

#### Supergigante
| Pos. | Nome                 | Nazione  | Punti |
| ---- | -------------------- | -------- | ----- |
| 1    | Emanuele Buzzi       | Italia   | 280   |
| 2    | Bjørnar Neteland     | Norvegia | 279   |
| 3    | Christian Walder     | Austria  | 252   |
| 4    | Guglielmo Bosca      | Italia   | 219   |
| 5    | Christopher Neumayer | Austria  | 202   |

#### Slalom gigante
| Pos. | Nome                     | Nazione   | Punti |
| ---- | ------------------------ | --------- | ----- |
| 1    | Stefan Brennsteiner      | Austria   | 385   |
| 2    | Axel William Patricksson | Norvegia  | 383   |
| 3    | Loïc Meillard            | Svizzera  | 370   |
| 4    | Eemeli Pirinen           | Finlandia | 334   |
| 5    | Simon Maurberger         | Italia    | 324   |

#### Slalom speciale
| Pos. | Nome             | Nazione  | Punti |
| ---- | ---------------- | -------- | ----- |
| 1    | Robin Buffet     | Francia  | 569   |
| 2    | Ramon Zenhäusern | Svizzera | 495   |
| 3    | Marc Gini        | Svizzera | 414   |
| 4    | Reto Schmidiger  | Svizzera | 358   |
| 5    | Linus Straßer    | Germania | 260   |

#### Combinata
| Pos. | Nome              | Nazione  | Punti |
| ---- | ----------------- | -------- | ----- |
| 1    | Paolo Pangrazzi   | Italia   | 150   |
| 2    | Bjørnar Neteland  | Norvegia | 145   |
| 3    | Christian Walder  | Austria  | 120   |
| 4    | Marcus Monsen     | Norvegia | 109   |
| 5    | Frederic Berthold | Austria  | 98    |

## Donne

### Risultati
| Data             | Località                     | Nazione  | Spec. | Prima                          | Seconda               | Terza                 |
| ---------------- | ---------------------------- | -------- | ----- | ------------------------------ | --------------------- | --------------------- |
| 7 dicembre 2015  | Trysil                       | Norvegia | GS    | Stephanie Brunner              | Simone Wild           | Petra Vlhová          |
| 8 dicembre 2015  | Trysil                       | Norvegia | SL    | Petra Vlhová                   | Ylva Stålnacke        | Emelie Wikström       |
| 10 dicembre 2015 | Lillehammer Kvitfjell        | Norvegia | SG    | Michaela Heider                | Verena Gasslitter     | Dajana Dengscherz     |
| 11 dicembre 2015 | Lillehammer Kvitfjell        | Norvegia | GS    | Laura Pirovano                 | Elena Prosteva        | Marie Massios         |
| 12 dicembre 2015 | Lillehammer Kvitfjell        | Norvegia | KB    | Maren Skjøld                   | Lara Zürcher          | Dajana Dengscherz     |
| 18 dicembre 2015 | Sankt Moritz                 | Svizzera | DH    | annullata                      | annullata             | annullata             |
| 5 gennaio 2016   | Zinal                        | Svizzera | GS    | Karoline Pichler               | Stephanie Brunner     | Simone Wild           |
| 5 gennaio 2016   | Zinal                        | Svizzera | GS    | Stephanie Brunner              | Coralie Frasse Sombet | Taïna Barioz          |
| 6 gennaio 2016   | Zinal                        | Svizzera | SL    | Ana Bucik                      | Maren Wiesler         | Christina Geiger      |
| 7 gennaio 2016   | Zinal                        | Svizzera | SL    | Ana Bucik                      | Katharina Gallhuber   | Katharina Liensberger |
| 14 gennaio 2016  | Altenmarkt-Zauchensee        | Austria  | DH    | Joana Hählen                   | Breezy Johnson        | Nicol Delago          |
| 14 gennaio 2016  | Altenmarkt-Zauchensee        | Austria  | DH    | Breezy Johnson                 | Kira Weidle           | Abby Ghent            |
| 15 gennaio 2016  | Altenmarkt-Zauchensee        | Austria  | DH    | Kira Weidle                    | Joana Hählen          | Alexandra Coletti     |
| 18 gennaio 2016  | Göstling an der Ybbs/Hochkar | Austria  | GS    | Stephanie Brunner              | Karoline Pichler      | Lena Dürr             |
| 19 gennaio 2016  | Göstling an der Ybbs/Hochkar | Austria  | SL    | Elisabeth Willibald            | Katharina Gallhuber   | Christina Geiger      |
| 21 gennaio 2016  | Oberjoch                     | Germania | SL    | Katharina Gallhuber            | Maren Skjøld          | Elisabeth Willibald   |
| 22 gennaio 2016  | Oberjoch                     | Germania | SL    | Maren Skjøld                   | Julia Dygruber        | Katharina Gallhuber   |
| 25 gennaio 2016  | Châtel                       | Francia  | KB    | Rahel Kopp                     | Maren Skjøld          | Romane Miradoli       |
| 25 gennaio 2016  | Châtel                       | Francia  | SG    | Romane Miradoli                | Anna Hofer            | Verena Gasslitter     |
| 26 gennaio 2016  | Châtel                       | Francia  | SG    | Lisa Magdalena Agerer          | Verena Gasslitter     | Klára Křížová         |
| 28 gennaio 2016  | Sestriere                    | Italia   | GS    | Stephanie Brunner              | Marie Massios         | Laura Pirovano        |
| 29 gennaio 2016  | Sestriere                    | Italia   | SL    | Elisabeth Willibald            | Julia Dygruber        | Katharina Gallhuber   |
| 2 febbraio 2016  | Davos                        | Svizzera | DH    | Beatrice Scalvedi              | Anna Hofer            | Dajana Dengscherz     |
| 3 febbraio 2016  | Davos                        | Svizzera | DH    | Anna Hofer                     | Verena Gasslitter     | Kristin Lysdahl       |
| 4 febbraio 2016  | Davos                        | Svizzera | SG    | Verena Gasslitter              | Laura Gauché          | Christine Scheyer     |
| 5 febbraio 2016  | Davos                        | Svizzera | SG    | annullata                      | annullata             | annullata             |
| 9 febbraio 2016  | Pamporovo                    | Bulgaria | SL    | Ksenija Alopina Chiara Gmür    |                       | Lisa-Maria Zeller     |
| 10 febbraio 2016 | Pamporovo                    | Bulgaria | SL    | Anna Swenn Larsson             | Chiara Gmür           | Maren Skjøld          |
| 12 febbraio 2016 | Borovec                      | Bulgaria | GS    | Stephanie Brunner              | Simone Wild           | Ricarda Haaser        |
| 13 febbraio 2016 | Borovec                      | Bulgaria | GS    | Simone Wild                    | Clara Direz           | Stephanie Brunner     |
| 11 marzo 2016    | Saalbach-Hinterglemm         | Austria  | DH    | Christina Ager Kristin Lysdahl |                       | Christine Scheyer     |
| 12 marzo 2016    | Saalbach-Hinterglemm         | Austria  | SG    | Lisa Magdalena Agerer          | Klára Křížová         | Anna Hofer            |
| 15 marzo 2016    | La Molina                    | Spagna   | GS    | Ricarda Haaser                 | Vanessa Kasper        | Coralie Frasse Sombet |
| 17 marzo 2016    | La Molina                    | Spagna   | SL    | Maren Skjøld                   | Mélanie Meillard      | Katharina Gallhuber   |

Legenda:

DH = discesa libera

SG = supergigante

GS = slalom gigante

SL = slalom speciale

KB = combinata

### Classifiche

#### Generale
| Pos. | Nome                | Nazione  | Punti |
| ---- | ------------------- | -------- | ----- |
| 1    | Maren Skjøld        | Norvegia | 949   |
| 2    | Stephanie Brunner   | Austria  | 731   |
| 3    | Laura Pirovano      | Italia   | 648   |
| 4    | Katharina Gallhuber | Austria  | 626   |
| 5    | Verena Gasslitter   | Italia   | 569   |
| 6    | Anna Hofer          | Italia   | 534   |
| 7    | Simone Wild         | Svizzera | 483   |
| 8    | Rahel Kopp          | Svizzera | 451   |
| 9    | Elisabeth Willibald | Germania | 433   |
| 10   | Mélanie Meillard    | Svizzera | 418   |
| 10   | Beatrice Scalvedi   | Svizzera | 418   |

#### Discesa libera
| Pos. | Nome              | Nazione     | Punti |
| ---- | ----------------- | ----------- | ----- |
| 1    | Kira Weidle       | Germania    | 280   |
| 2    | Beatrice Scalvedi | Svizzera    | 237   |
| 3    | Sabrina Maier     | Austria     | 226   |
| 4    | Nicol Delago      | Italia      | 225   |
| 5    | Breezy Johnson    | Stati Uniti | 212   |

#### Supergigante
| Pos. | Nome                  | Nazione  | Punti |
| ---- | --------------------- | -------- | ----- |
| 1    | Verena Gasslitter     | Italia   | 340   |
| 2    | Lisa Magdalena Agerer | Italia   | 310   |
| 3    | Anna Hofer            | Italia   | 260   |
| 4    | Dajana Dengscherz     | Austria  | 176   |
| 5    | Beatrice Scalvedi     | Svizzera | 172   |

#### Slalom gigante
| Pos. | Nome                  | Nazione  | Punti |
| ---- | --------------------- | -------- | ----- |
| 1    | Stephanie Brunner     | Austria  | 640   |
| 2    | Simone Wild           | Svizzera | 461   |
| 3    | Coralie Frasse Sombet | Francia  | 321   |
| 4    | Ricarda Haaser        | Austria  | 320   |
| 5    | Laura Pirovano        | Italia   | 312   |

#### Slalom speciale
| Pos. | Nome                | Nazione  | Punti |
| ---- | ------------------- | -------- | ----- |
| 1    | Maren Skjøld        | Norvegia | 520   |
| 2    | Katharina Gallhuber | Austria  | 498   |
| 3    | Elisabeth Willibald | Germania | 433   |
| 4    | Julia Dygruber      | Austria  | 368   |
| 5    | Chiara Gmür         | Svizzera | 270   |

#### Combinata
| Pos. | Nome              | Nazione  | Punti |
| ---- | ----------------- | -------- | ----- |
| 1    | Maren Skjøld      | Norvegia | 180   |
| 2    | Rahel Kopp        | Svizzera | 100   |
| 3    | Lara Zürcher      | Svizzera | 80    |
| 4    | Christine Scheyer | Austria  | 68    |
| 5    | Dajana Dengscherz | Austria  | 60    |
| 5    | Anna Hofer        | Italia   | 60    |
| 5    | Romane Miradoli   | Francia  | 60    |